# Determinismo

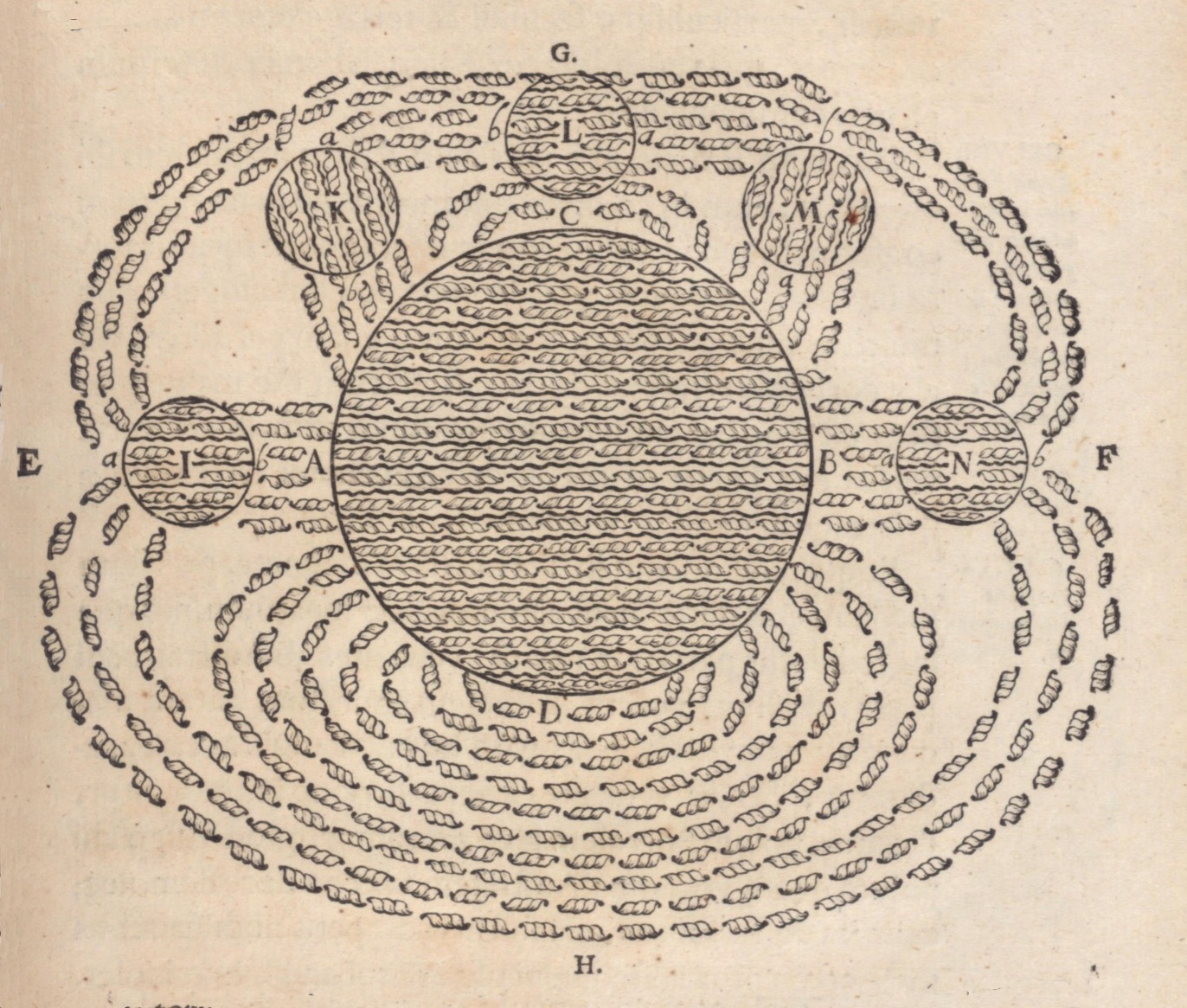
Il vortice o la spirale, con cui Cartesio illustrava lo strutturarsi del campo magnetico terrestre, nelle concezioni deterministiche costituisce la dinamica esemplare con cui la materia si muoverebbe in maniera meccanica e automatica.

Il determinismo, in filosofia e filosofia della scienza, indica quella concezione per cui in natura nulla avviene per caso, invece tutto accade secondo rapporti di causa-effetto e quindi per necessità: associato dunque alla teoria della causalità, sulla quale esso si appoggia, dal punto di vista ontologico, indica il dominio della necessità causale in senso assoluto e nega quindi nel contempo l'esistenza del caso. Mentre in biologia e matematica si parla preferibilmente di probabilismo, nella filosofia della fisica il determinismo è tipico della meccanica classica e accolto nella relatività generale, al contempo in meccanica quantistica è respinto in favore del suo contrario, l'indeterminismo.

## Descrizione

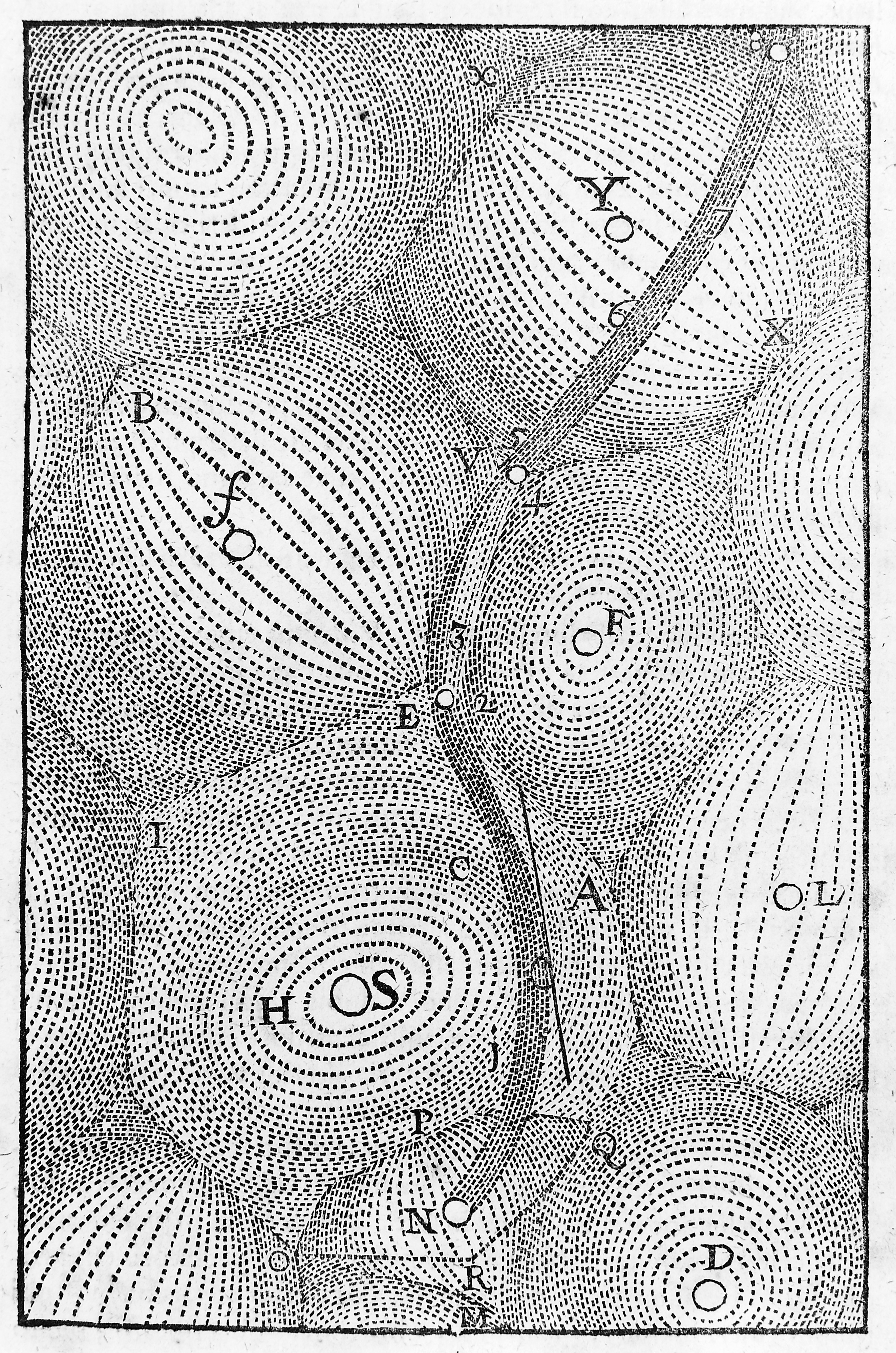
Vortici di etere, con cui Cartesio spiegava in maniera deterministica anche le forze della gravitazione.

Escludendo qualsiasi forma di casualità nelle cose, il determinismo individua una spiegazione di tipo fisico per tutti i fenomeni, riconducendo il tutto alla catena delle relazioni causa-effetto (principio di causalità). La principale conseguenza è che, date delle condizioni iniziali, tutto quel che accadrà nel futuro è determinato dalle leggi fisiche dell'Universo.
Ciò non vuol dire che si sia in grado di pre-determinare gli eventi: per poterlo fare si dovrebbe conoscere con precisione lo stato di tutte le particelle dell'universo in un dato istante e tutte le leggi che lo governano. Inoltre, ammettendo che ciò sia possibile, l'osservatore che misura questi stati, con lo stesso atto della misurazione influenzerebbe la misura, in quanto esso stesso è parte del sistema. Quindi non vi è, in linea di principio, alcun modo per stabilire in modo inequivocabile il determinismo o il probabilismo dei fenomeni fisici.
Al contrario si chiama indeterminismo o probabilismo la concezione filosofica che ammette l'esistenza in natura di eventi non determinati da cause precedenti ma frutto del caso e in quanto tali imprevedibili. Alcuni dei filosofi che hanno trattato questo tema sono Democrito, Epicuro (341-270 a.C.), Lucrezio (97-55 a.C.), Omar Khayyam (1048-1131), Thomas Hobbes (1588-1679), Renato Cartesio (1596-1650), Baruch Spinoza (1632-1677), David Hume (1711-1776), Paul Henri Thiry d'Holbach (1723-1789), Immanuel Kant (1724-1804), Arthur Schopenhauer (1788-1860), Pierre Simon Laplace (1749-1827), Paul Vidal de la Blache (1845-1918) e, più di recente, John Searle (1932 -).
Inoltre, il determinismo ha avuto un'importanza fondamentale nello sviluppo degli studi economici sul capitalismo di Karl Marx e nella nascita della psicoanalisi. Sigmund Freud coniò la definizione determinismo psichico per indicare quell'insieme di processi inconsci che influiscono sulle azioni umane che prima di allora venivano considerate libere e pienamente coscienti.

### Determinismo e libero arbitrio
Il significato del termine "determinismo" è stato oggetto di varie interpretazioni. Alcuni ritengono che il determinismo e il libero arbitrio si escludano a vicenda e che conseguenza del determinismo sarebbe che il libero arbitrio è un'illusione; altri, invece, chiamati compatibilisti, credono che le due idee possano coesistere. Gran parte delle controversie deriva anche dal fatto che anche la definizione di libero arbitrio, come quella di determinismo, non è univoca.
Alcuni sostengono che il libero arbitrio si riferisca alla verità metafisica dell'agire indipendente, mentre altri lo definiscono come la percezione di essere attore (in senso etimologico) che gli esseri umani hanno mentre agiscono. Per esempio, David Hume sosteneva che è possibile che gli esseri umani non possano formare liberamente (indipendentemente dal contesto) i propri desideri e convinzioni, ma l'unica "libertà" sia connessa con la possibilità di tradurre desideri e convinzioni in azioni volontarie.
Una parte fondamentale del dibattito "libero arbitrio contro determinismo" è il problema della causa prima. Il deismo, una filosofia espressa nel XVII secolo, sostiene che l'universo sia pre-determinato fin dalla sua creazione e ne attribuisce la creazione ad un Dio metafisico definito come "causa prima" il quale dopo aver creato l'universo è rimasto al di fuori della catena deterministica degli eventi senza intervenire più. Secondo questa concezione, Dio può aver avviato il processo, ma non ha più influito sugli eventi successivi (determinati dalla catena causa-effetto).
La visione del deismo, che ammette la presenza di una causa prima trascendente per la realtà, non presenta il problema fondamentale che caratterizza invece ogni concezione di determinismo che non ammetta l'esistenza di un Dio: o l'intero spazio-tempo è comparso, a un certo punto, senza una causa precedente, e questo negherebbe alla base del processo il concetto stesso di determinismo, oppure lo spazio-tempo è sempre esistito, e questo a sua volta non risolve il problema dell'infinito. Tutto ciò implica aspetti prettamente cosmogonici e cosmologici. In relazione al fatto che la necessità assoluta (alla pari di un dio volontà assoluta), implica la natura divina della necessità, qualcuno ha parlato di Dio-Necessità per indicare sia la base teorica del determinismo degli stoici che di quello di Spinoza e di quello di Hegel.
Determinismo strutturale
La filosofia ha esplorato, da millenni, il concetto di determinismo, che discende dal principio di causalità. Ma i filosofi, spesso, non distinguono, nettamente, tra la natura cosmica, la natura umana e la realtà storica. La realtà storica è definita, dagli antropologi, come sinonimo di cultura. Essa si dispiega in una classifica di svariate tipologie di società, dopo il superamento della “società di natura”, identificabile con il superamento della società priva di qualsiasi struttura (e, dunque, coerente con la natura delle specie animali, dotate di una socialità dissimile, ed una elaborazione psichica propria). Al contrario, le società strutturate sono basate su meccanismi culturali, vale a dire su meccanismi diversi dalle pulsioni naturali, le quali pulsioni sono comuni a tutti gli animali sociali. 
Già per alcune specie animali, con capacità intellettiva simile all’homo sapiens, si possono notare elementi di strutture, ossia elementi delle società delle orde, oppure delle società tribali o di quelle dotate di stratificazioni sociali stabili. Tali elementi strutturali, in quanto artificiali, od estranei alla natura della specifica specie in cui emergono, costituiscono fattori di determinazione esterna, ossia di forzatura, sulle: pulsioni, desideri, bisogni e finalità degli individui di quella determinata specie.
Gli esseri umani contemporanei, essendo, generalmente, inseriti in una realtà sociale dotata di strutture, di tipo organico-stratificata, basata sul concetto, e sull’essenza, dello stato, e quindi definibile come: realtà strutturale statuale, subiscono, da tale realtà strutturale, una influenza determinante, la quale è tale da determinare, pressoché interamente, il loro carattere, il loro pensiero ed il loro comportamento.
Di tale influenza determinante, gli esseri umani sono assai poco, o per nulla, a conoscenza e, quindi, ancor meno coscienti, e possono rendersene conto solo attraverso approfonditi studi filosofici, e riflessioni individuali. Individualmente, possono, almeno parzialmente, astrarsi da tale influenza determinante, solo se si auto-emarginano dalla realtà di queste stesse strutture, nella specifica manifestazione che queste ultime assumono, nell’epoca storica in cui uno specifico individuo si trovi a vivere. 
Tale emarginazione, non implica, necessariamente, l’isolamento sociale, che ne provochi il rifugiarsi nell’a-socialità, ma nel rinunciare a farsi coinvolgere, attivamente, nella logica dello specifico momento storico in cui l’individuo si trovi a vivere e, quindi, ancor più, astraendosi dalla logica gerarchica, basata sul principio di autorità, che è caratteristico della realtà strutturale, storicamente determinatasi e, a sua volta, determinante: sugli individui e sui popoli.

### Crisi del determinismo
La ragione profonda della crisi filosofica del determinismo risiede nel progressivo declino del positivismo, nell'ambito del quale si era sviluppato, inteso come incondizionata fede nell'illimitato progresso del sapere, sia nel settore delle scienze esatte (matematica, fisica, chimica, biologia ecc.) che in quello delle scienze umane (sociologia, psicologia, storia, ecc.), progresso che avrebbe infine liberato l'uomo da ogni forma di limite e assoggettamento.
In fisica, le nozioni di determinismo e d'indeterminismo hanno una chiara definizione: 
- Determinismo se ad uno stato fisico presente completamente definito corrisponde un unico stato futuro ad esso compatibile, altrettanto definito; a due stati presenti molto simili corrispondono due stati futuri molto simili.[4]

- Indeterminismo se lo stato presente del sistema fisico non è completamente definibile oppure a un medesimo stato presente completamente definito possono corrispondere molti stati futuri possibili, uno solo dei quali si realizzerà.[4]

L'indeterminismo viene introdotto nella fisica moderna dalle disuguaglianze di Heisenberg:
(Werner Karl Heisenberg, 1927)
In effetti, le relazioni d'indeterminazione implicano la non validità del determinismo (come si evince fin dal nome di tali relazioni), non della causalità.  Questa distinzione non era chiara tra la fine degli anni '20 e i primi anni '30 del Novecento. Max Born scrisse in un articolo del 1927 su indeterminazione quantistica e perdita della causalità in modo analogo ad Heisenberg: «L'impossibilità di misurare esattamente tutti i dati di uno stato impedisce la predeterminazione dello svolgimento successivo. Di conseguenza, il principio di causalità perde, nella sua comune formulazione, ogni senso. Infatti, se è impossibile per principio conoscere tutte le condizioni (cause) di un processo, diventa un modo di dire vuoto che ogni evento ha una causa.»
Ma in seguito lo stesso Born cambiò opinione: nella meccanica quantistica «non è la causalità propriamente detta ad essere eliminata, ma soltanto una sua interpretazione tradizionale che la identifica con il determinismo.»  Basta infatti riscrivere l'indeterminazione posizione/momento 
{\displaystyle \Delta x\cdot \Delta p_{x}\,\geq \,{\frac {\hbar }{2}}}
nella forma
{\displaystyle \Delta x_{o}\cdot \Delta v_{o}\,\geq \,{\frac {\hbar }{2m}}}
per rendersi conto che non si può avere, in linea di principio, conoscenza esatta delle condizioni {\displaystyle (x_{o},v_{o})} del sistema ad un dato istante {\displaystyle t_{o}}: tanto più si tenta di ridurre l'incertezza sulla variabile {\displaystyle x_{o}}, tanto più aumenta l'incertezza su {\displaystyle v_{o}} (relazione di proporzionalità inversa tra le due).  Ci si trova nel primo dei due casi possibili d'indeterminismo: lo stato presente non è completamente definibile. 
Le disuguaglianze di Kennard e di Robertson mostrano un ulteriore significato dell'indeterminazione quantistica.  Mentre le disuguaglianze di Heisenberg implicano sempre una misura, e il conseguente disturbo da questa provocata su misure dell'osservabile coniugata (indeterminismo operazionale), quelle di Kennard e Robertson evidenziano proprietà caratteristiche dei sistemi quantistici (indeterminismo intrinseco).  L'indeterminazione passa dall'essere un fenomeno inerentemente legato agli strumenti e alle misure, ad essere una peculiarità della meccanica quantistica. È il formalismo matematico della teoria (spazi di Hilbert a infinite dimensioni) ad implicare l'indeterminismo quantistico, secondo le tesi del realismo strutturale.
O in alternativa si tratta di una caratteristica degli enti quantistici (fotoni, particelle massive), che si differenziano anche per questo indeterminismo intrinseco dagli enti della fisica classica (onde o particelle macroscopiche), come sostiene il realismo scientifico.  In entrambi i casi, l'indeterminazione risulta essere una peculiarità fondativa ed essenziale della meccanica quantistica.
Due citazioni, una del 1763 di Ruggero Giuseppe Boscovich (che scriveva della descrizione dinamica di un insieme di punti materiali) e l'altra, di due secoli dopo, del premio Nobel Murray Gell-Mann mostrano l'enorme differenza epistemologica che separa la fisica classica dalla meccanica quantistica:
(Ruggero Giuseppe Boscovich, 1763)
(Murray Gell-Mann, 1996)
Se in meccanica classica si poteva immaginare l'universo come un sistema consequenziale, causativo, univoco e quindi prevedibile, con l'introduzione della meccanica quantistica non è più ontologicamente possibile darlo per scontato, ma è necessario tenere conto che alcuni fenomeni basilari della realtà sono descrivibili solo in termini probabilistici. Dato che l'intero universo è composto da particelle quantiche e che pertanto tutti gli eventi e i fenomeni ne sono condizionati, il principio di indeterminazione si proietta sull'intero campo dello scibile umano con forti conseguenze sul piano filosofico e teoretico. In particolare il determinismo fisico è stato messo in dubbio in fisica quantistica a causa del paradosso dell'informazione del buco nero.
Tuttavia, la questione del determinismo nella fisica moderna rimane dibattuta: se da un lato la teoria della relatività di Albert Einstein, che rappresenta un progresso rispetto alla meccanica newtoniana, si basa su un impianto deterministico, dall'altro Einstein stesso si oppose alla visione indeterministica della meccanica quantistica, come dimostrano i celebri dibattiti con Niels Bohr che continuarono fino alla sua morte.
Inoltre, la teoria del caos evidenzia che, anche in un quadro deterministico, la possibilità di prevedere esattamente l'evoluzione di un sistema è spesso limitata. Il determinismo presuppone una visione strutturalista dell'universo, che però si scontra con i limiti umani nella conoscenza e nella comprensione della realtà. Anche se l'universo seguisse un ordine rigoroso e deterministico, la capacità umana di prevedere ogni evento e di comprendere tutte le cause sottostanti sarebbe comunque limitata dalla nostra prospettiva parziale e dalla complessità intrinseca dei fenomeni naturali.